# 平方インチ
平方インチ（へいほうインチ）は、ヤード・ポンド法における面積の単位である。1平方インチは、一辺1インチの正方形の面積と定義される。
12インチが1フィートであることから、1平方フィートは144平方インチとなる。1インチが正確に25.4ミリメートルであるので、1平方インチは正確に645.16平方ミリメートルとなる。
1平方インチは以下に等しい。
- 645.16 平方ミリメートル
- 6.4516 平方センチメートル
- 6.4516 × 10−4 平方メートル
- 6.4516 × 10−6 アール
- 6.4516 × 10−8 ヘクタール
- 6.4516 × 10−10 平方キロメートル
- 1⁄144 平方フィート = 約 6.944 44 × 10−3 平方フィート
- 1⁄1 296 平方ヤード = 約 7.716 05 × 10−4 平方ヤード
- 1⁄6 272 640 エーカー = 約 1.594 23 × 10−7 エーカー
- 1⁄4 014 489 600 平方マイル = 約 2.490 98 × 10−10 平方マイル